# Varassaari och Marjasaari
Varassaari och Marjasaari är en ö i Finland. Den ligger i Finska viken och i kommunen Pyttis i den ekonomiska regionen  Kotka-Fredrikshamn i landskapet Kymmenedalen, i den södra delen av landet. Ön ligger omkring 12 kilometer väster om Kotka och omkring 100 kilometer öster om Helsingfors.
Öns area är 6,9 hektar och dess största längd är 0,6 kilometer i nord-sydlig riktning.

## Klimat
Klimatet i området är tempererat. Årsmedeltemperaturen i trakten är 4 °C. Den varmaste månaden är augusti, då medeltemperaturen är 16 °C, och den kallaste är december, med 0 °C.